# Rockwilder
Rockwilder (bürgerlich Dana Stinson) ist ein US-amerikanischer Musikproduzent im Genre des Eastcoast-Hip-Hop.

## Karriere
Rockwilder begann seine Karriere Mitte der 1990er Jahre. Zunächst produzierte er einige Lieder auf Alben verschiedener Ostküsten-Rapper, wie Redman, Erick Sermon oder Busta Rhymes. 1997 war er für die musikalische Untermalung der Single „Da Joint“ von EPMD verantwortlich, die Platz 94 der Billboard Hot 100 erreichte. Danach war er Produzent weiterer Singles des Eastcoast-Hip-Hop, die sich teilweise ebenfalls auf den niederen Plätzen der Billboard-Charts einfanden. Darunter war auch das nach ihm benannte Stück „Da Rockwilder“ von Method Man & Redman. 2001 verließ er sein angestammtes Genre und produzierte zusammen mit Missy Elliott das Contemporary R&B-Lied Lady Marmalade, das in zahlreichen Ländern, wie dem Vereinigten Königreich, Australien, Deutschland und den USA, ein Nummer-1-Hit wurde. In der Folge komponierte Rockwilder für weitere, vor allem weibliche, R&B-Künstler wie Destiny’s Child, Kelis oder Janet Jackson. Parallel dazu arbeitete er auch im Hip-Hop-Bereich weiter. Ab Mitte der 2000er-Jahre wurden seine Produktionen seltener und Charterfolge blieben aus.

## Diskografie

### Produzierte Singles
- 1997: Da Joint von EPMD (Spitzenposition Platz 94 der Billboard Hot 100)
- 1998: I'll Bee Dat! von Redman
- 1998: You Came Up von Big Pun featuring Noreaga
- 1999: Do It Again (Put Ya Hands Up) von Jay-Z featuring Amil & Beanie Sigel (Spitzenposition Platz 65 der Billboard Hot 100)
- 1999: Break Fool von Rah Digga
- 1999: Da Rockwilder von Method Man & Redman
- 2000: Oh No von Mos Def, Nate Dogg & Pharoahe Monch (Spitzenposition Platz 83 der Billboard Hot 100)
- 2000: Imagine That von LL Cool J (Spitzenposition Platz 98 der Billboard Hot 100)
- 2001: Let's Get Dirty (I Can't Get In Da Club) von Redman featuring DJ Kool (Spitzenposition Platz 97 der Billboard Hot 100)
- 2001: Lady Marmalade von Christina Aguilera, Missy Elliott, Mýa, Lil’ Kim & P!nk (Nummer-1-Hit in Australien, Brasilien, Deutschland, Griechenland, Irland, Neuseeland, Norwegen, Rumänien, Spanien, Schweden, Schweiz, Vereinigtes Königreich und USA)
- 2001: $100 Bill Y'all von Ice Cube
- 2002: Dirrty von Christina Aguilera featuring Redman (Spitzenposition Platz 48 der Billboard Hot 100)
- 2003: In Public von Kelis
- 2005: One Name von Sheek Louch featuring Carl Thomas